# Rasim Delić

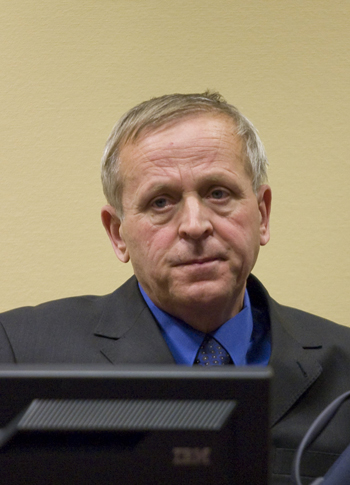
Rasim Delić

Rasim Delić (Celić, 4 februari 1949 - Sarajevo, 16 april 2010) was een Bosnische militair die werd verdacht van oorlogsmisdaden, gepleegd tijdens de Bosnische Oorlog van 1992 tot 1995. Vanaf medio 2007 werd hij berecht in het Joegoslavië-tribunaal in Den Haag.
Ten tijde van deze (burger)oorlog was hij opperbevelhebber van het Bosnische leger, dat hoofdzakelijk uit Bosnische moslims bestond. Gedurende de periode 1993-1995 vocht een kleine groep moedjahedien aan hun zijde mee. Deze fanatiek islamitische strijders die in Afghanistan waren opgeleid, waren berucht om hun wreedheden. Delic werd verweten dat hij als opperbevelhebber de wreedheden begaan door deze groep niet wist te voorkomen en ze niet heeft bestraft.
Delić was tot op zekere hoogte ook betrokken bij de Val van Srebrenica. Toen deze moslimenclave in 1995 dreigde te vallen, liet Delić de 28ste Divisie van het Bosnische leger van Srebrenica wegtrekken waardoor deze plaats nagenoeg onbeschermd achterbleef en gemakkelijk door de Bosnisch-Servische opperbevelhebber Ratko Mladić en diens troepen kon worden ingenomen. De aanwezige Nederlandse VN-troepen waren te klein en te licht bewapend om Mladić tegen te houden.
Op 28 februari 2005 kwam Delić vrijwillig naar Nederland om terecht te staan voor het Joegoslavië-tribunaal. Hij was van mening dat hij onschuldig was. Op 9 juli 2007 begon de rechtszaak tegen hem die duurde tot 10 juni 2008. Er werd 15 jaar gevangenisstraf geëist. Op 15 september van dat jaar werd Delić tot 3 jaar gevangenisstraf veroordeeld omdat hij verantwoordelijk werd gehouden voor het niet voorkomen van de wreedheden die begaan zijn tegen 12 Bosnisch-Servische gevangenen in het dorp Livade en Zavidovici. Hij ging tegen de uitspraak in beroep.
Delić overleed op 61-jarige leeftijd in zijn appartement in Sarajevo aan kanker.